# Pomacentrus
Pomacentrus – rodzaj morskich ryb okoniokształtnych z rodziny garbikowatych. Niektóre gatunki hodowane w akwariach morskich.

## Klasyfikacja
Gatunki zaliczane do tego rodzaju:
| - Pomacentrus adelus - Pomacentrus agassizii - Pomacentrus albicaudatus - Pomacentrus albimaculus - Pomacentrus alexanderae - Pomacentrus alleni - Pomacentrus amboinensis - Pomacentrus aquilus - Pomacentrus arabicus - Pomacentrus armillatus - Pomacentrus atriaxillaris - Pomacentrus aurifrons - Pomacentrus auriventris - Pomacentrus australis - Pomacentrus azuremaculatus - Pomacentrus baenschi - Pomacentrus bankanensis - Pomacentrus bellipictus - Pomacentrus bintanensis - Pomacentrus bipunctatus - Pomacentrus brachialis - Pomacentrus burroughi - Pomacentrus caeruleopunctatus - Pomacentrus caeruleus - Pomacentrus callainus | - Pomacentrus cheraphilus - Pomacentrus chrysurus - Pomacentrus coelestis - Pomacentrus colini - Pomacentrus cuneatus - Pomacentrus emarginatus - Pomacentrus fakfakensis - Pomacentrus fuscidorsalis - Pomacentrus geminospilus - Pomacentrus grammorhynchus - Pomacentrus imitator - Pomacentrus indicus - Pomacentrus javanicus - Pomacentrus komodoensis - Pomacentrus lepidogenys - Pomacentrus leptus - Pomacentrus limosus - Pomacentrus littoralis - Pomacentrus maafu - Pomacentrus melanochir - Pomacentrus micronesicus - Pomacentrus microspilus - Pomacentrus milleri - Pomacentrus moluccensis - Pomacentrus nagasakiensis | - Pomacentrus nigromanus - Pomacentrus nigromarginatus - Pomacentrus opisthostigma - Pomacentrus pavo - Pomacentrus philippinus - Pomacentrus pikei - Pomacentrus polyspinus - Pomacentrus proteus - Pomacentrus reidi - Pomacentrus rodriguesensis - Pomacentrus saksonoi - Pomacentrus similis - Pomacentrus simsiang - Pomacentrus smithi - Pomacentrus spilotoceps - Pomacentrus stigma - Pomacentrus sulfureus - Pomacentrus taeniometopon - Pomacentrus trichrourus - Pomacentrus trilineatus - Pomacentrus tripunctatus - Pomacentrus vaiuli - Pomacentrus wardi - Pomacentrus xanthosternus - Pomacentrus yoshii |

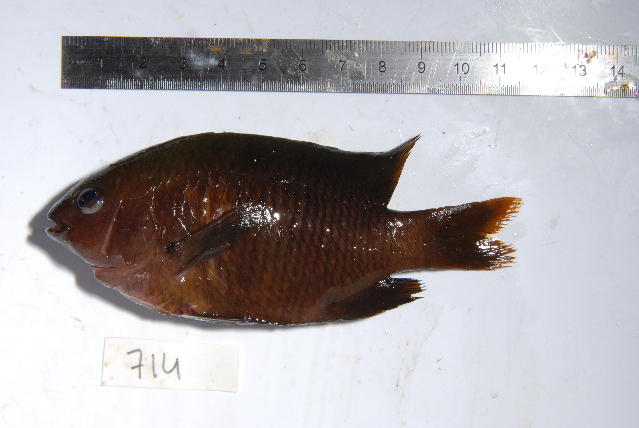
Pomacentrus agassizii
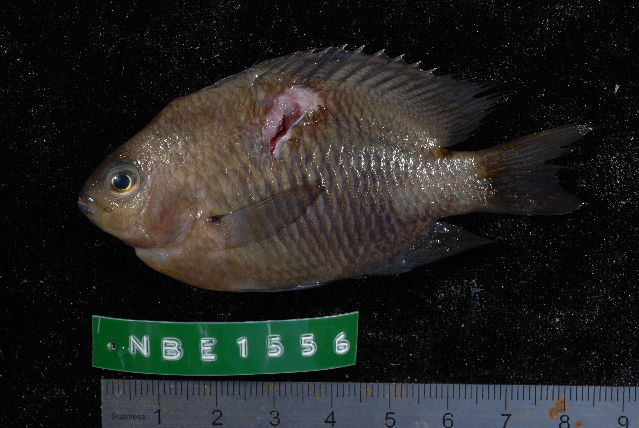
Pomacentrus arabicus
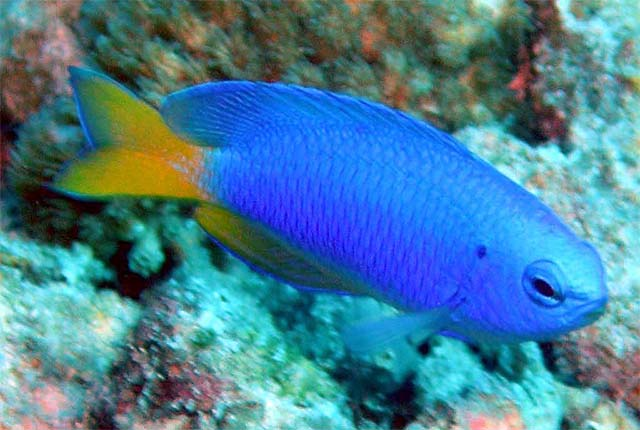
Pomacentrus auriventris
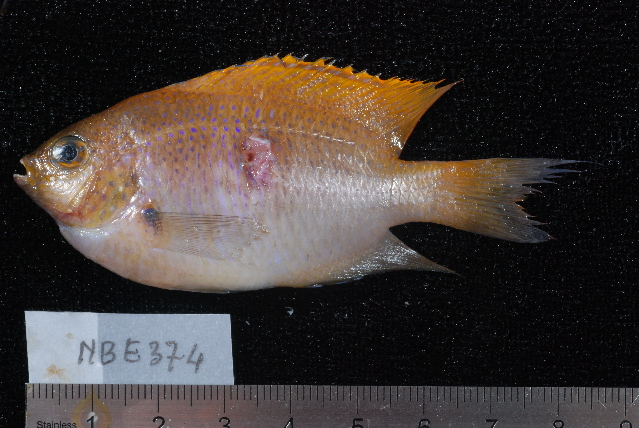
Pomacentrus baenschi
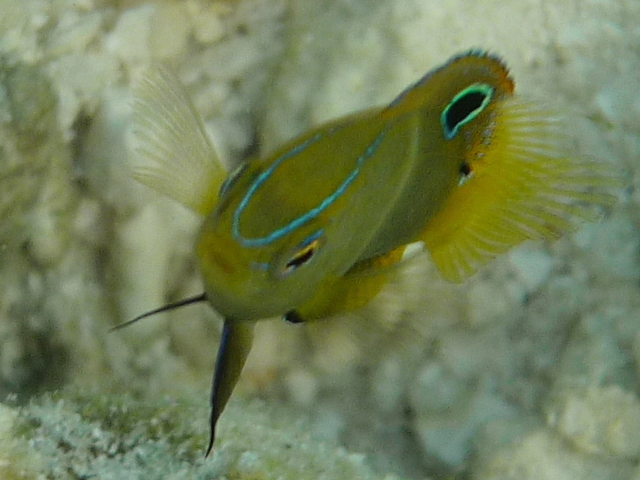
Pomacentrus bankanensis
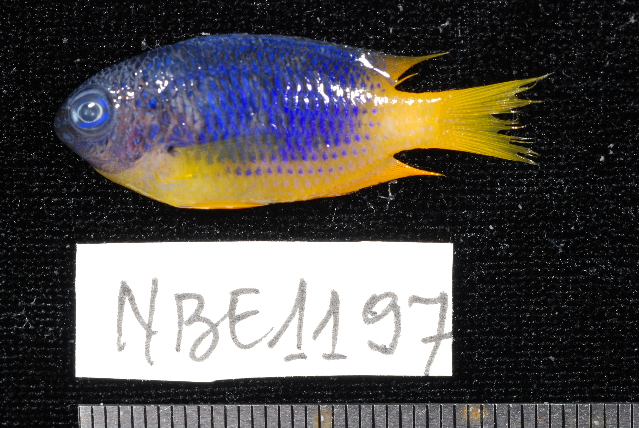
Pomacentrus caeruleus
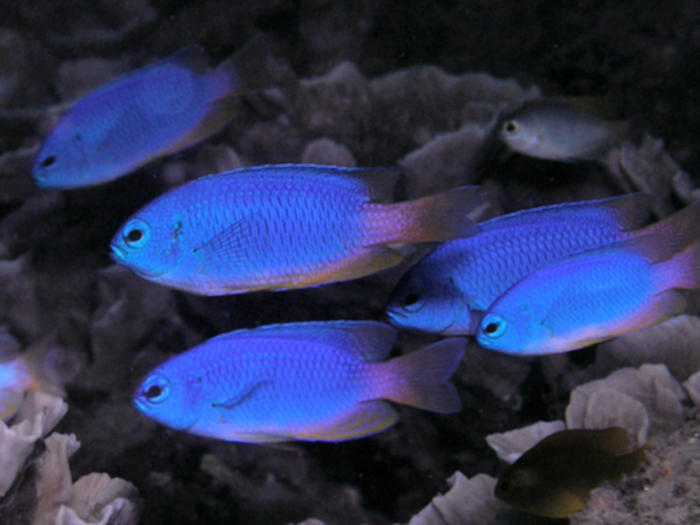
Pomacentrus coelestis
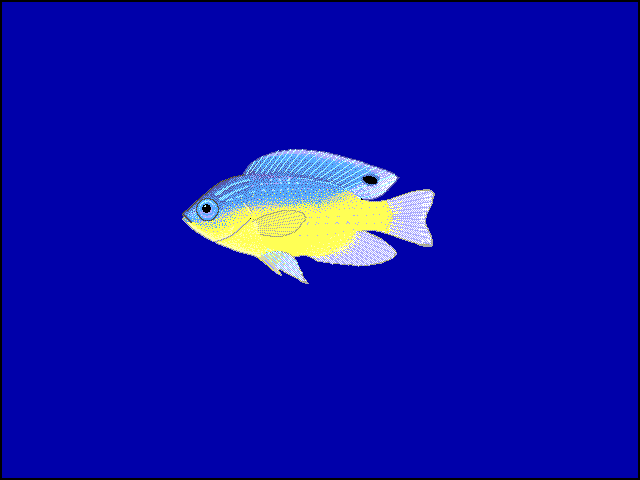
Pomacentrus milleri
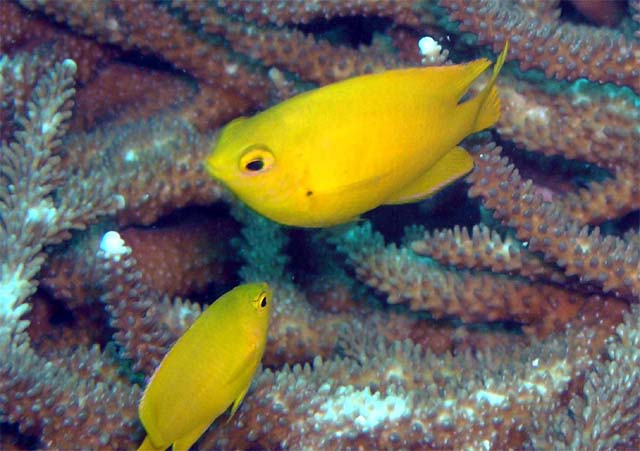
Pomacentrus moluccensis
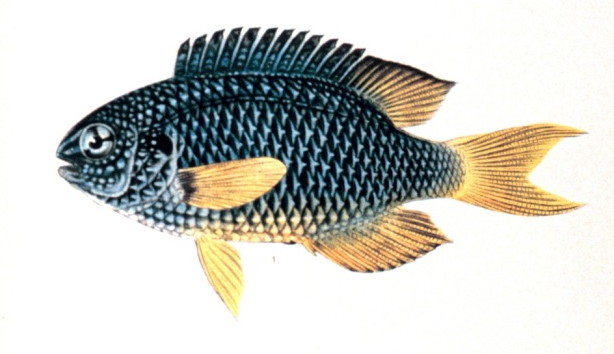
Pomacentrus pavo
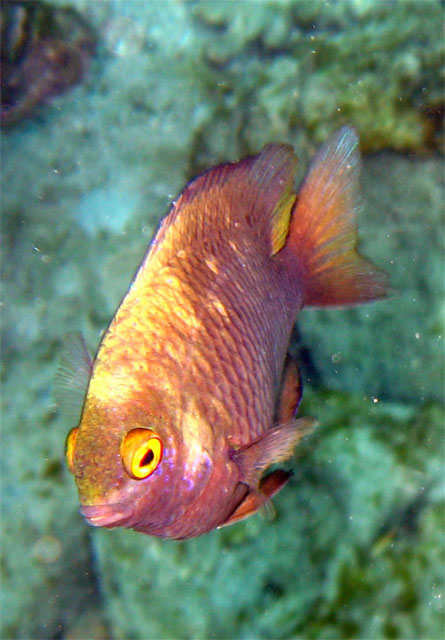
Pomacentrus smithi
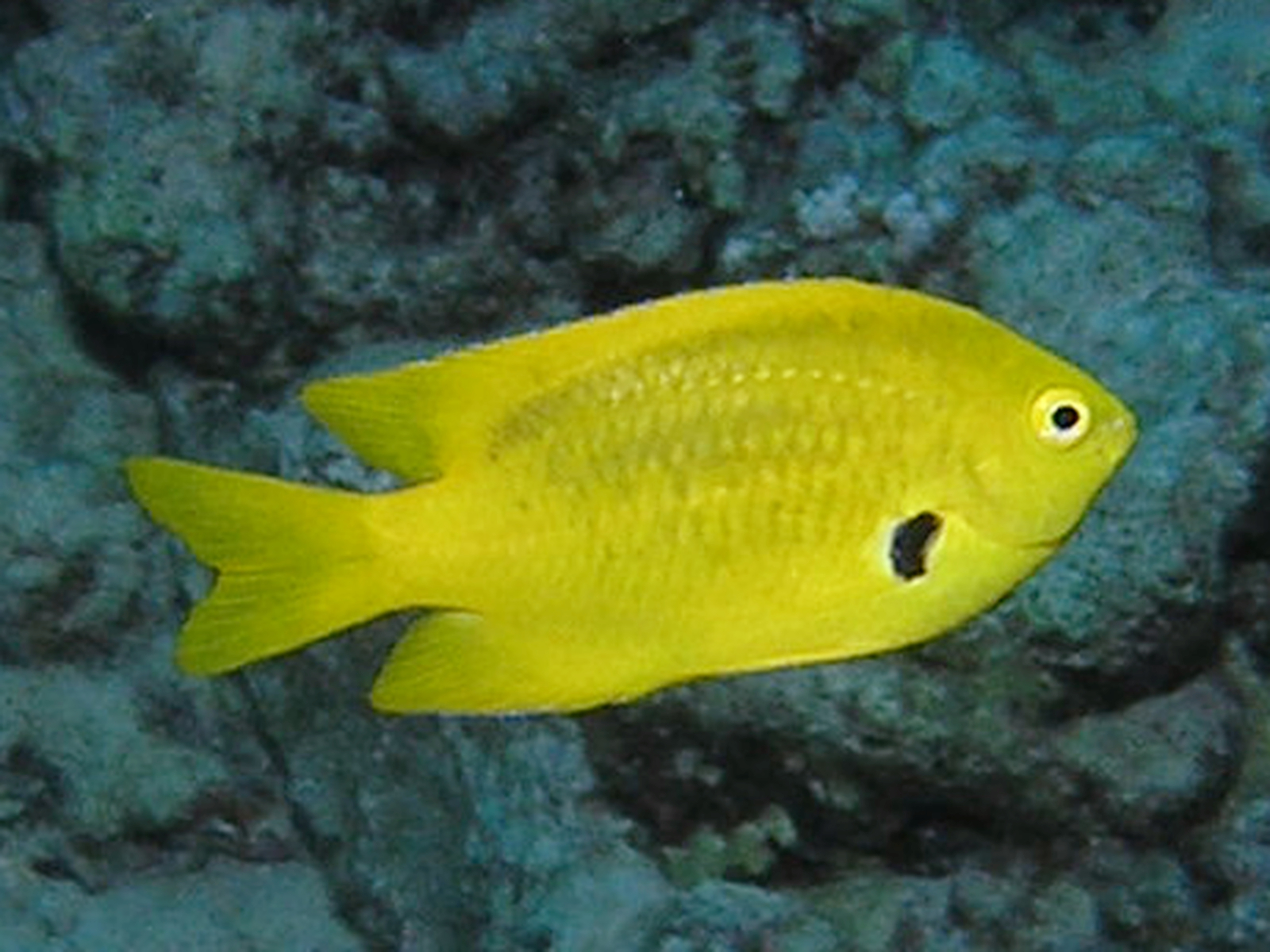
Pomacentrus sulfureus
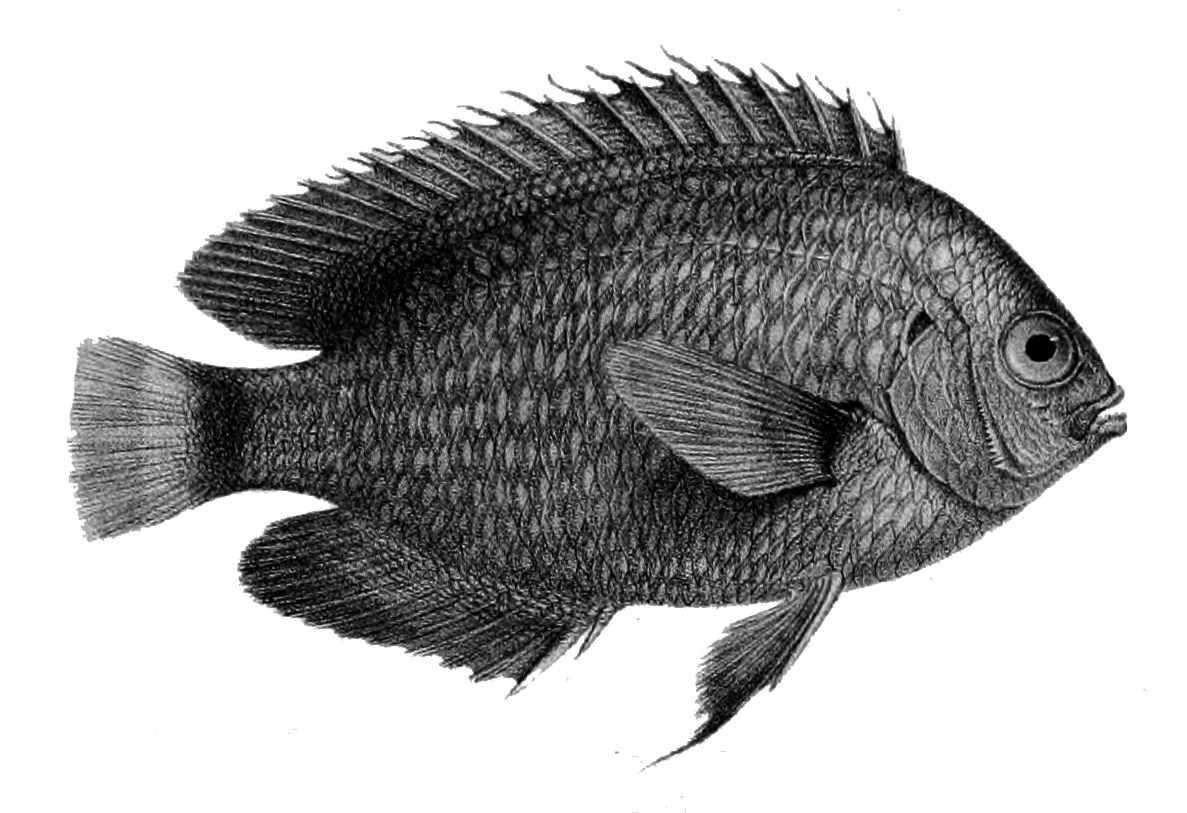
Pomacentrus trichrourus
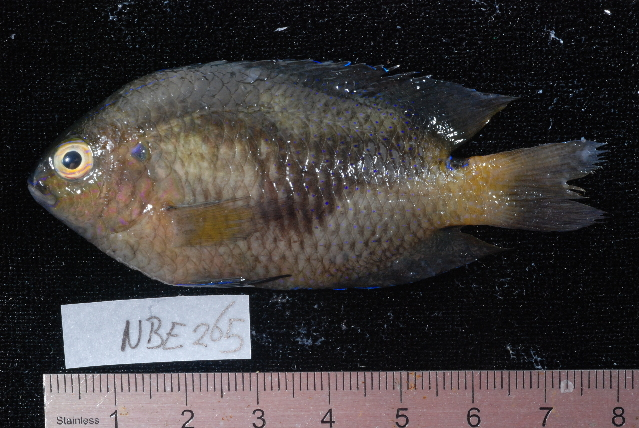
Pomacentrus trilineatus